# René Adolphe Schwaller de Lubicz
Pour les articles homonymes, voir Schwaller et Lubicz.
 (février 2018).
René Adolphe Schwaller, né le 30 décembre 1887 à Asnières-sur-Seine (Hauts-de-Seine) et mort à Grasse (Alpes-Maritimes) le 7 décembre 1961, est un chimiste, philosophe, métaphysicien et égyptologue français, spécialiste de la pensée hermétique et de la symbolique de l’Égypte antique. C'est en 1919 qu'il ajouta à son nom le titre de Lubicz.

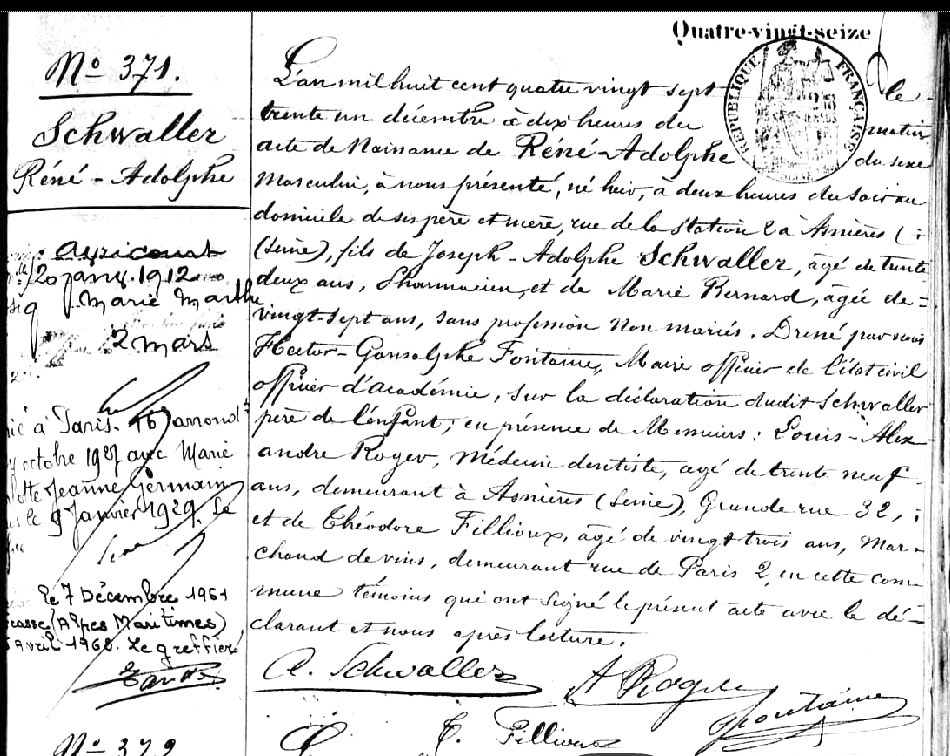
Acte de naissance de René Adolphe Schwaller,
né à Asnières-sur-Seine le 30 décembre 1887.

## Biographie

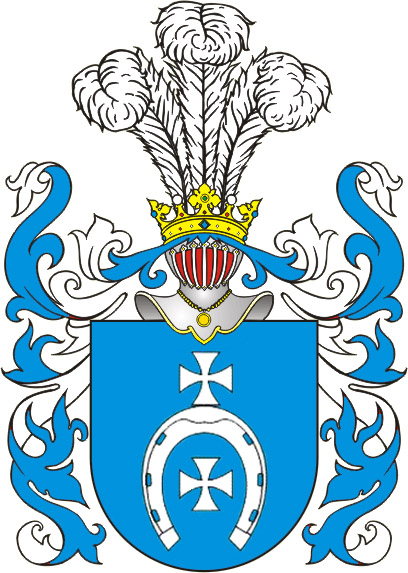
Blason des Lubicz.

### Origines, famille et titre
René Adolphe est le fils de Joseph Adolphe Schwaller, un pharmacien d'origine alsacienne, et de Marie Bernard. Il étudie la chimie à l'École normale supérieure de Paris. Entre 1907 et 1910, René Schwaller, qui avait déménagé à la Villa Hiéra de Saint-Rémy-lès-Chevreuse, participe aux cours de l'atelier du peintre Henri Matisse. Il se marie une première fois le 20 janvier 1912 avec Marie Marthe Hessig, artiste peintre, dont il a un fils, Guy Schwaller-Hessig. 
En 1913, il rejoint le mouvement théosophique français, installé depuis peu Square Rapp, dans le 7e arrondissement de Paris. René Schwaller est l'un des plus fidèles rédacteurs du journal Le Théosophe (1909-1917) où il s'occupe de la rubrique des sciences expérimentales. Il orchestre aussi le mouvement des Veilleurs, qui sauva de la destruction la Maison de Balzac à Passy, devenue aujourd'hui le Musée Balzac de la rue Raynouard. 
En 1919, son ami le poète lituanien Oscar Vladislas de Lubicz-Milosz (1877-1939) lui donne le droit de porter ses armoiries et d'ajouter « de Lubicz » à son nom de naissance.

### Suhalia
René Adolphe Schwaller de Lubicz, prenant nomen mysticum d'« Aor » plaide alors pour une ascèse spirituelle en matière d'artisanat, « geste » qui se traduit par l'anonymat d'une retraite dans un phalanstère en Haute-Engadine (Suisse), entre 1922 et 1928. Ce centre de recherches, surnommé « Station scientifique de Suhalia », qui se rapprochait selon René Guénon du Goethéanum de Rudolf Steiner, était financé par le mécène et théosophe Louis Allainguillaume (1878-1946). Julien Champagne (1877-1932) est pressenti comme directeur technique, mais c'est René Schwaller qui endosse finalement ce rôle. 
Le centre Suhalia voit défiler des personnalités comme Jean Arp ou encore Emil Ludwig. Tous ces visiteurs sont intéressés par l'anonymat dans l'art et par l'hermétisme
À plus de deux mille mètres d'altitude, près de Saint-Moritz, Suhalia développe de multiples disciplines (astronomie, tissage, production de vitraux, pharmacopée homéopathique, théâtre idéaliste, jeux de rôles, tarot égyptien, etc.), mais aussi des projets d'ingénierie avec plusieurs inventions dans le domaine automobile (dont un nouveau moteur polycarburant, Magic, licence M), et d'aéronavale (avec un nouveau modèle d'hélice, brevet allemand n.13632), sans oublier une coque de bateau insubmersible. Sortiront de cette expérience personnelle très éclectique, à la fois pratique et théorique, une quête du geste essentiel et des lois fondamentales gouvernant les forces naturelles, mais aussi une vision initiatique et utopique du surhomme dans un sens nietzschéen. Ces premiers ferments ainsi formulés, ceux d'une possible transmutation spirituelle de l'individu et la foi en la perfectibilité humaine (par le biais de ce que le maître « Aor » nommait « le sens de l'excès »), seront explicités dans trois ouvrages controversés : L'Appel du Feu (1926) ; Adam L'Homme Rouge (1927) et La Doctrine (1928) ; l'Homme Rouge ayant influencé la quête d'André Breton concernant la thématique du couple, de l'amour et d'une fusion alchimique possible entre l'homme et la femme.
Après avoir divorcé, Schwaller de Lubicz se remarie en 1927 avec Charlotte Jeanne Germain, veuve de Georges Lamy, un riche armateur normand, une égyptologue passionnée, érudite de religions comparées (judaïsme, christianisme, islam, hindouisme, bouddhisme et taoïsme). Sa nouvelle épouse prendra pour ses écrits le pseudonyme d'Isha Schwaller de Lubicz.
À Suhalia, entre 1926 et 1927, Schwaller invente un « jeu de tarot égyptien » composé de vingt-cinq cartes (à l'origine en noir et blanc), inspiré des peintures de dieux égyptiens. Le peintre et musicien italien Elmiro Celli, Isha et sa fille Lucie Lamy sont supposés avoir contribué à la réalisation de ce « jeu de la vie ». 

### Égypte
S'installant par la suite à Grasse (Alpes-Maritimes) en 1932, René Adolphe Schwaller navigue en Méditerranée jusqu'en 1937, sur deux yachts (baptisés Peau Brune et L'Aésios II), aux sources de la pensée hermétique des Anciens, de l'Algérie à la Grèce, en passant par une longue halte à Majorque dans le monastère où vécut l'auteur de l'Ars Brevis, Raymond Lulle (1235-1315). Il obtient pour lui et sa famille un visa pour l’Égypte du roi Farouk, juste avant la Seconde Guerre mondiale. En villégiature au Winter Palace de Louxor, en Haute-Égypte, René Adolphe Schwaller de Lubicz y reste jusqu'en 1951. Avec le Groupe de Louxor (1943-1951) qu'il anime alors par des conférences, avec les contributions de ses collaborateurs, parmi lesquels d'anciens égyptologues de l'Institut français d'archéologie orientale, tels qu'Alexandre Varille (1909-1951) ou Clément Robichon (1906-1999), il apporte de nouvelles notions fondamentales ayant trait aux arcanes des maîtres d’œuvre de l'Égypte antique où Pythagore vint puiser son savoir mathématique. Il s’agissait pour René Adolphe Schwaller et son équipe de produire une série d'invariants cabalistiques issus des temples égyptiens dans le domaine de l'égyptologie symboliste, toutes ces découvertes étant encore sujettes à caution parmi les égyptologues contemporains,. La prise de position par Jean Cocteau dans son Journal d'une tournée théâtrale, Maalesh (Gallimard, 1949) en faveur de l'égyptologie symboliste, contre l'égyptologie classique, couronna d'une brève actualité, plus littéraire que scientifique, les efforts du Groupe de Louxor pour faire passer leurs idées dans le grand public.
Installé définitivement au Mas de Cougagno, près de Grasse, à partir de 1952, René Adolphe Schwaller y tente de parfaire sa quête spirituelle, entouré de sa femme, de son gendre Jean Lamy et de sa belle fille Lucie Lamy. Il participe de 1954 à 1956 aux premiers Congrès de l'Association pour l'étude scientifique du symbolisme (1950-1961) fondée à Genève par le médecin Moïse Engelson qui conduisirent ce dernier et Claire Lejeune à fonder puis diriger les Cahiers Internationaux de Symbolisme jusque dans les années 1970. René Adolphe Schwaller, ayant à nouveau rassemblé autour de lui depuis son retour en France quelques disciples, dont Pierre Mariel, Mounir Hafez, Arpag Mekhitarian ou encore l'ancien gardien de la vallée des Rois, Alexandre Stoppelaëre, crée le Groupe Ta-Meri (1954 -1956). Les activités de ce dernier cénacle, faute d'audience suffisante pour l'officialiser, cessent rapidement.

### Postérité
La culture profondément philosophique de René Adolphe Schwaller est marquée par la pensée des alchimistes allemands des XVe et XVIe siècles. Il ne faut pas négliger aussi sa contribution dans l'entretien du mythe de l'Adepte Fulcanelli, par le biais de ses relations aujourd'hui avérées avec Julien Champagne (1877-1932). René Adolphe Schwaller souligne constamment dans ses écrits et ses conférences, l'influence d'une autre mentalité, celle des « Anciens », qu'il faudrait pouvoir réveiller à l'orée du XXIe siècle ; mentalité plus intuitive, plus synthétique et moins discursive. C'est ce qu'il nomme toute sa vie « l'intelligence du cœur » — nouvelle forme d'intelligence centrée essentiellement sur le courant de pensée traditionnelle, celui du pythagorisme primitif, cher au mouvement originel de la franc-maçonnerie. La doctrine hermétique schwallérienne (influencée également par Paracelse) est celle dite de « l'anthropocosme », ayant pour base éducative la symbolique et ses « signatures naturelles ». Il s'agit pour René Adolphe Schwaller de Lubicz d'un retour à une pensée initiatique mise sous le boisseau tout au long des siècles par une lignée d'Adeptes proches du mouvement initiatique des Templiers, pourchassés par l'épiscopat romain.
L'œuvre maîtresse de René Adolphe Schwaller de Lubicz demeure Le Temple de l'Homme (3 vol., éd. Caractère, Paris, 1957,) où l'auteur a su révéler l'amplitude de sa doctrine anthropocosmique sur un plan philosophique, mais aussi mathématique par de savantes démonstrations liées au nombre d'or, avec la thèse d'une Égypte antique s'enracinant dans un mysticisme théocratique fondé sur une géométrie sacrée.

## Ouvrages principaux
- Étude sur les nombres, Librairie de l'Art Indépendant, Paris, 1915. Réédition Axis Mundi, 1990  (ISBN 978-2905967084).
- Adam L'homme Rouge, Montalia, Saint Moritz, 1926. Réédition Slatkine, Nouvelle bibliothèque initiatique, 2014  (ISBN 978-2051026086)
- L'appel du feu, Montalia, Saint-Moritz, 1927. Réédition, MCOR, La Table D'émeraude, 2002  (ISBN 978-2914946001).
- La doctrine, Montalia, Saint-Moritz, 1928. Réédition, Axis Mundi, 1988  (ISBN 978-2905967039).
- Du symbole et de la symbolique, Éditions Schindler, Le Caire, 1950. Réédition, Dervy, Bibliothèque de l'initié, 1995  (ISBN 978-2850766817).
- Le Temple dans l'Homme volumes, impr. Schindler, Le Caire, 1949. Réédition, Dervy, Les lieux de la tradition, 2001  (ISBN 978-2844540850).
- Le Temple de l'Homme. Apet du Sud à Louqsor, Éditions caractères, Paris, 1957. Réédition, Dervy, Collection Égypte, 2011  (ISBN 978-2844546876).
- Propos sur ésotérisme et symbole, Éditions La Colombe, 1960, Réédition, Dervy, L'être et l'esprit, 2015  (ISBN 979-1024201061).
- Le roi de la théocratie pharaonique, Flammarion, collection Homo Sapiens, Paris, 1961. Réédition, Flammarion, collection : Champs Classiques, 2014  (ISBN 978-2081348707).
- Le miracle égyptien, Flammarion, collection Homo Sapiens, Paris, 1963.Réédition, Flammarion, collection : Champs Classiques, 2010  (ISBN 978-2081245518).
- Verbe nature in « Aor », sa vie son œuvre, par Isha Schwaller de Lubicz, La Colombe, Paris, 1963. Réédition Axis Mundi, Paris, 1990  (ISBN 978-2905967015).
- Les temples de Karnak, contribution à l'étude de la pensée pharaonique, Dervy, 1982.Réédition, Dervy, Collection Architecture et Symboles Sacrés, 1990  (ISBN 978-2850761539).
- Jeu de tarot égyptien, Gutenberg Reprint, J.C.Bailly, Paris, 1988  (ISBN 9782865540150).
- Lettres à un disciple, Diffusion traditionnelle, Collection A.M.O.R.C, 1999  (ISBN 978-2908353013).
- Notes et Propos inédits, Tome 1, MCOR, La Table d'Émeraude, 2005  (ISBN 978-2914694629).
- Notes et Propos inédits : Tome 2, MCOR, La Table d'Émeraude, 2006  (ISBN 978-2914946285).
- Tarot égyptien Schwaller de Lubicz 1926, OM Edizioni, 2019  (ISBN 978-8894975253)

Préface
- Alexandre Varille, Dissertation sur une Stèle Pharaonique, impr. Schindler, Le Caire, 1946.Réédition, E. Dufour-Kowalski, avec prolégomènes et notes. Éditions du Tricorne, collection Mundus Imaginalis, Genève, 2004  (ISBN 9-782829-302770)